# Pavetta intermedia
Pavetta intermedia är en måreväxtart som beskrevs av Cornelis Eliza Bertus Bremekamp. Pavetta intermedia ingår i släktet Pavetta och familjen måreväxter. IUCN kategoriserar arten globalt som sårbar. Inga underarter finns listade i Catalogue of Life.